# Nikolaj Rubinstein
Nikolaj Grigorjevič Rubinstein (rusky Николай Григорьевич Рубинштейн; 2. červnajul./ 14. června 1835greg. Moskva – 23. března 1881 Paříž) byl ruský klavírista, dirigent a skladatel. Byl mladším bratrem hudebníka Antona Rubinsteina a blízkým přítelem skladatele Petra Iljiče Čajkovského.

## Život
U Nikolaje Rubinsteina se velmi brzy projevilo hudební nadání. Již ve věku čtyř let se začal učit hrát na klavír, nejprve pod vedením své matky, která byla sama vynikající klavíristkou. Mezi lety 1844 a 1846 pobýval s matkou a starším bratrem Antonem v Berlíně. Oba sourozence zde vyučoval Theodor Kullak hru na klavír a Siegfried Dehn hudební teorii. Setkali se i s Felixem Mendelssohnem a Giacomem Meyerbeerem, kteří je ve studiu hudby podporovali. Po návratu do Ruska pokračoval ve studiu u Alexandra Villoinga, se kterým také veřejně koncertoval.
Díky svým hudebním schopnostem i společenské povaze se brzy stal výraznou osobností moskevského hudebního života. Proslul především jako klavírista a dirigent, často uváděl díla svých současníků, například Petra Iljiče Čajkovského nebo skladatelů tzv. Ruské pětky sdružených kolem Milije Balakireva.
Společně s knížetem Nikolajem Petrovičem Trubeckým založil v roce 1860 moskevskou pobočku Ruské hudební společnosti a v roce 1866 Moskevskou konzervatoř, kde sám učil a jako pedagogy angažoval mimo jiné i Čajkovského nebo Karla Klindwortha. Mezi Rubinsteinovy významné žáky patřili Sergej Tanějev, Emil von Sauer či Alexandr Siloti.
Nikolaj Rubinstein zemřel náhle na tuberkulózu v 45 letech během pobytu v Paříži. Čajkovskij poté na jeho památku složil Klavírní trio a moll, op. 50.